# Setina irrorea
Setina irrorea är en fjärilsart som beskrevs av Schiff. 1776. Setina irrorea ingår i släktet Setina och familjen björnspinnare. Inga underarter finns listade i Catalogue of Life.